# Episodi di Progetto Lazarus (seconda stagione)
La seconda e ultima stagione della serie televisiva Progetto Lazarus (The Lazarus Project), composta da 8 episodi, è stata trasmessa in prima visione assoluta nel Regno Unito su Sky Max il 15 novembre 2023.
In Italia la stagione è stata trasmessa su Sky Atlantic, canale a pagamento della piattaforma satellitare Sky, dal 18 dicembre 2023 all'8 gennaio 2024.
| nº | Titolo originale | Titolo italiano | Prima TV UK      | Prima TV Italia  |
| -- | ---------------- | --------------- | ---------------- | ---------------- |
| 1  | Episode 1        | Episodio 1      | 15 novembre 2023 | 18 dicembre 2023 |
| 2  | Episode 2        | Episodio 2      | 15 novembre 2023 | 18 dicembre 2023 |
| 3  | Episode 3        | Episodio 3      | 15 novembre 2023 | 25 dicembre 2023 |
| 4  | Episode 4        | Episodio 4      | 15 novembre 2023 | 25 dicembre 2023 |
| 5  | Episode 5        | Episodio 5      | 15 novembre 2023 | 1º gennaio 2024  |
| 6  | Episode 6        | Episodio 6      | 15 novembre 2023 | 1º gennaio 2024  |
| 7  | Episode 7        | Episodio 7      | 15 novembre 2023 | 8 gennaio 2024   |
| 8  | Episode 8        | Episodio 8      | 15 novembre 2023 | 8 gennaio 2024   |

## Episodio 1
- Titolo originale: Episode 1
- Diretto da: Carl Tibbetts
- Scritto da: Joe Barton

## Episodio 2
- Titolo originale: Episode 2
- Diretto da: Carl Tibbetts
- Scritto da: Joe Barton

## Episodio 3
- Titolo originale: Episode 3
- Diretto da: Carl Tibbetts
- Scritto da: Joe Barton

## Episodio 4
- Titolo originale: Episode 4
- Diretto da: Carl Tibbetts
- Scritto da: Joe Barton

## Episodio 5
- Titolo originale: Episode 5
- Diretto da: Pier Wilkie
- Scritto da: Joe Barton

## Episodio 6
- Titolo originale: Episode 6
- Diretto da: Pier Wilkie
- Scritto da: Joe Barton

## Episodio 7
- Titolo originale: Episode 7
- Diretto da: Sean Spencer
- Scritto da: Joe Barton

## Episodio 8
- Titolo originale: Episode 8
- Diretto da: Sean Spencer
- Scritto da: Joe Barton